# Falu rödfärg

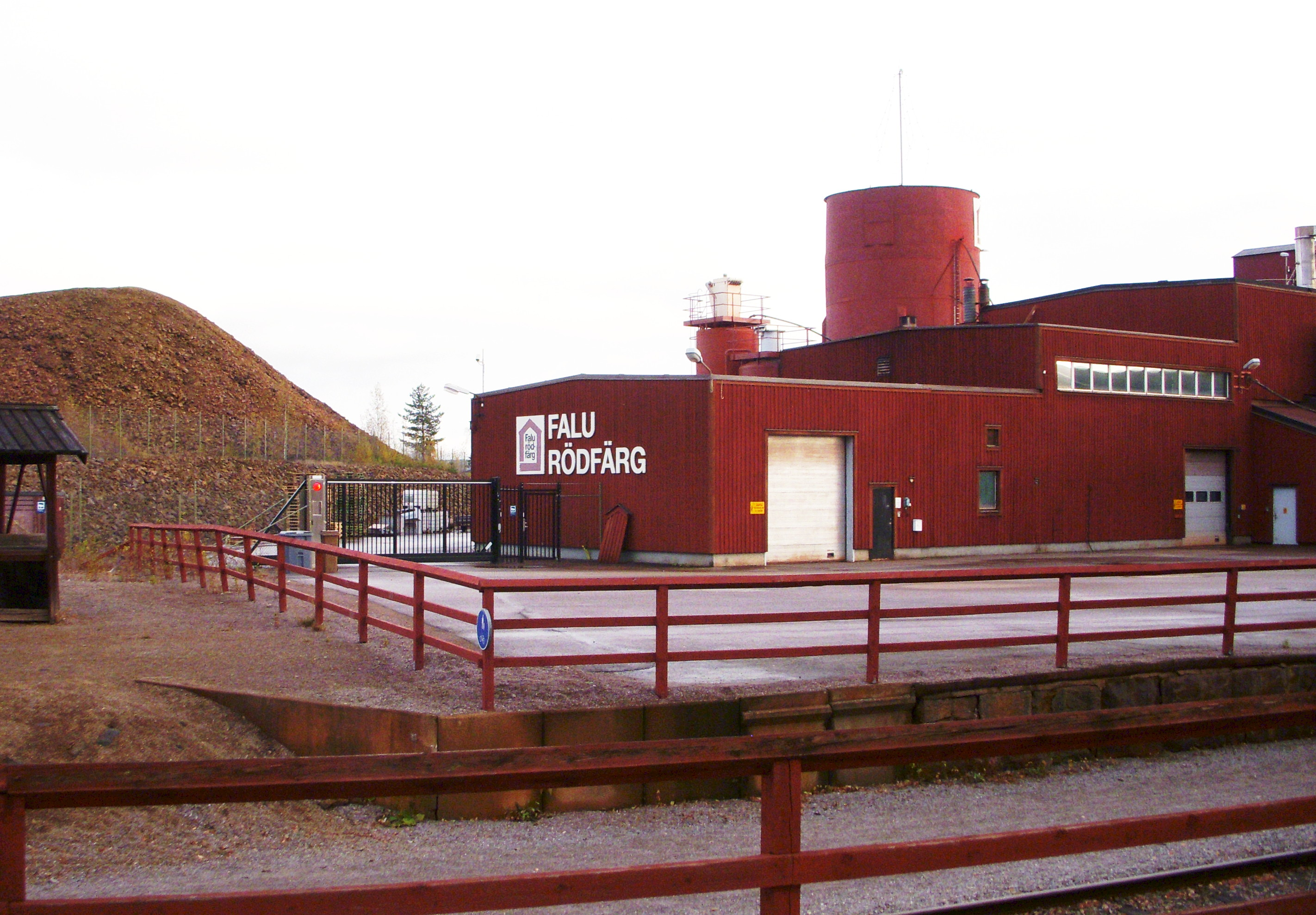
Rödfärgsverket vid Falu koppargruva, 2010

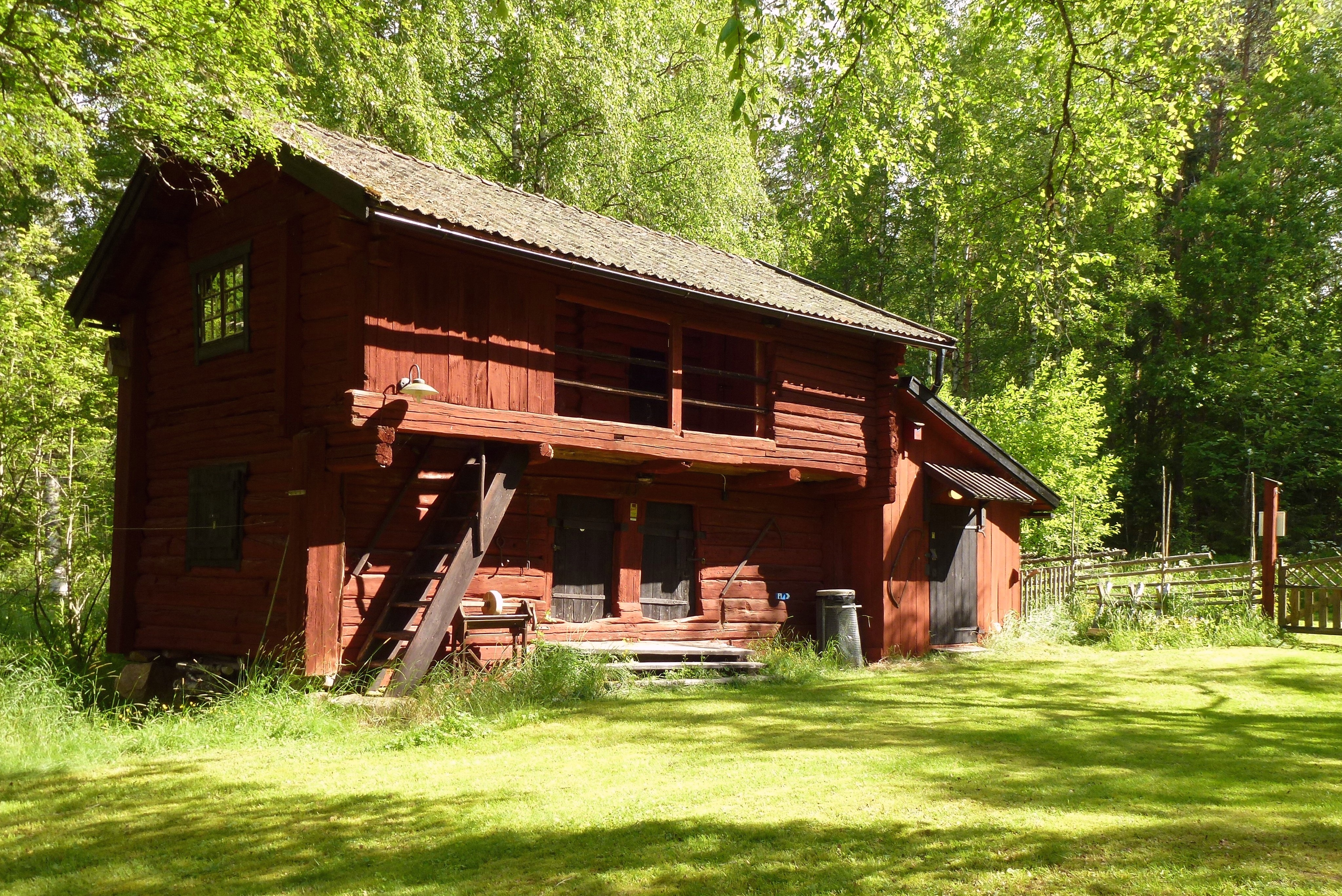
En faluröd loftbod, Stenberget vid Nyhammar, Ludvika kommun

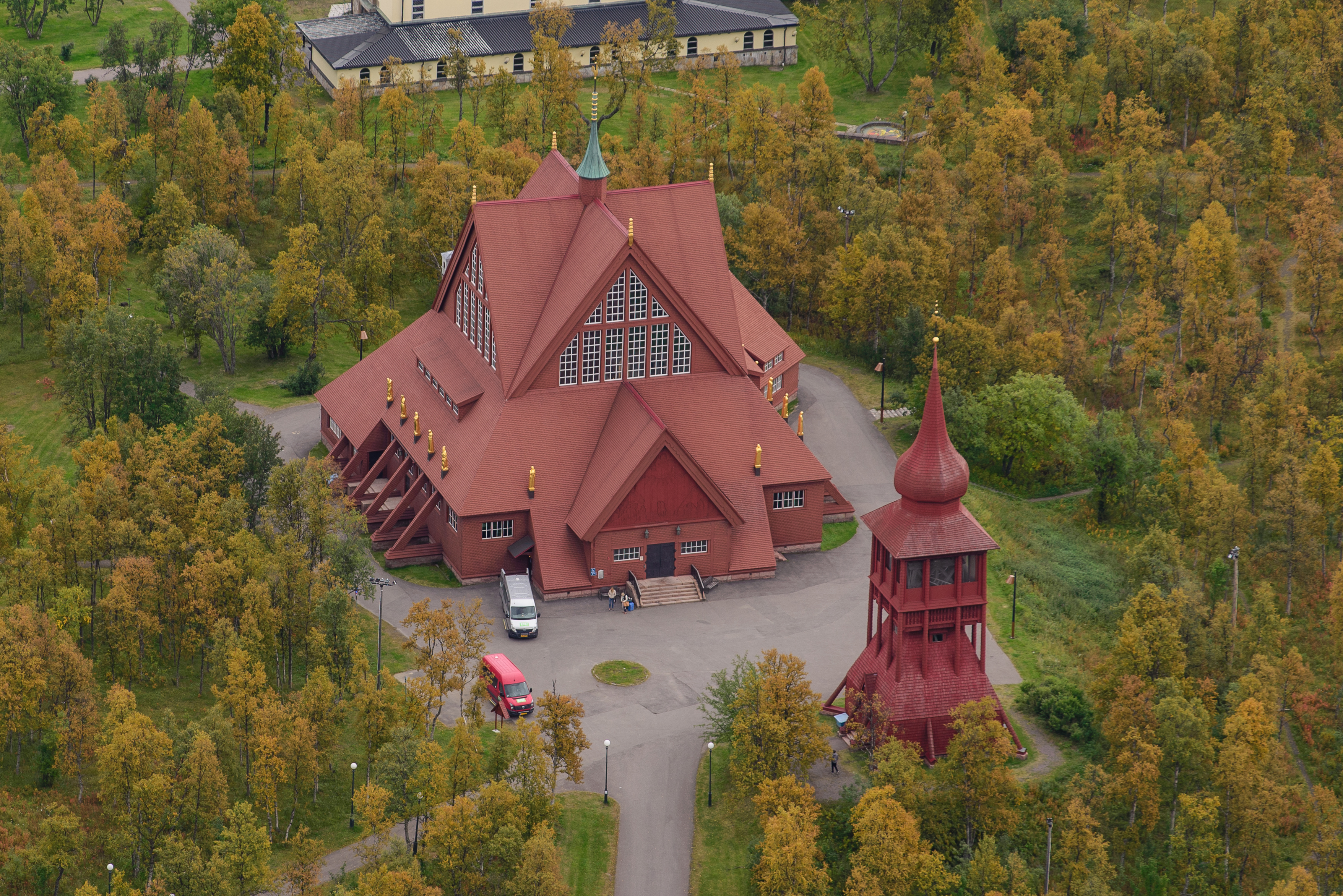
Kiruna kyrka och klockstapel, 2017

Falu rödfärg är inregistrerat varumärke för en målarfärg av slamfärgstyp, tillverkad och marknadsförd av Stora Kopparbergs Bergslags AB. Varunamnet får endast användas för färg som innehåller pigment från Falu koppargruva.
I dagligt tal används orden faluröd och falurött även för traditionella röda slamfärger som inte härrör från Falun. I byggnadstekniska och byggnadsantikvariska sammanhang kallas dessa material för rödfärg,  ett ord som enligt domstolsutslag endast får användas för slamfärger och inte för röd målarfärg i allmänhet. Rödfärg tillverkades tidigare på många ställen i Sverige och det finns fortfarande även andra rödfärgsverk, men under 1900-talet har rödfärgsverket vid Falu gruva blivit den absolut dominerande producenten.

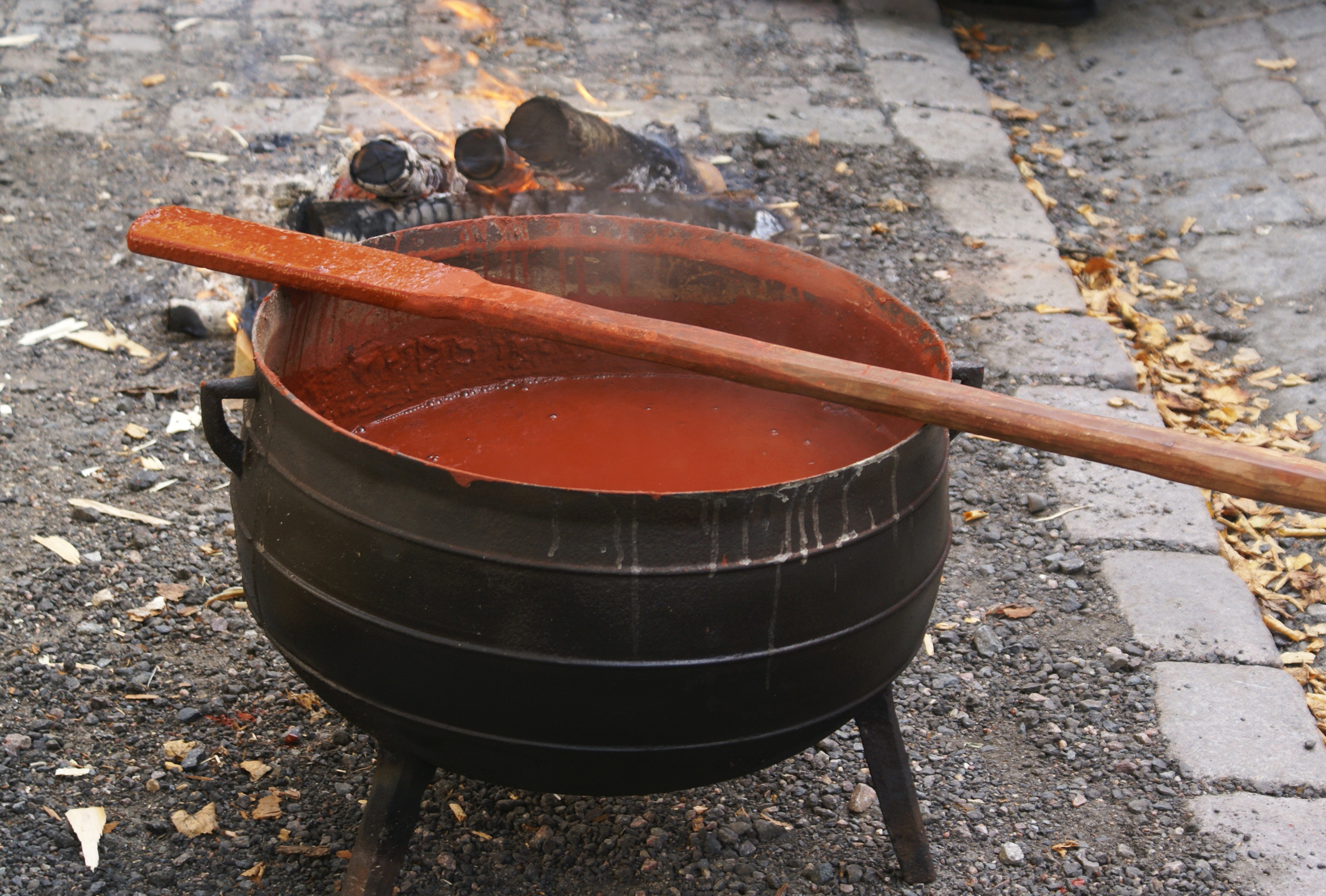
Falu rödfärg

Orden faluröd och falurött har funnits i svenska språket sedan 1889. I en tredje betydelse kan orden syfta på de kulörer som man kan framställa med röda järnoxidpigment, oavsett om det handlar om slamfärg eller ej. En ungefärlig NCS-beteckning för faluröd kulör är 5040-Y80R, men variationen är ganska stor.

## Historik
Kopparbrytningen i Falun påbörjades redan under vikingatiden och upphörde den 8 december 1992. Gruvans namn Kopparberget kompletterades på 1600-talet med tillägget "stora", för att skilja den från andra koppargruvor. Under 1700-talet var den världens största koppargruva.
Att gruvdriftens biprodukter kunde användas som rött pigment är säkert känt sedan mycket länge och finns belagt i källor från 1500-talet. Mer organiserad tillverkning av rödfärgspigment påbörjades 1764. Inledningsvis var volymerna ganska blygsamma – totalt 25 ton under de första 10 åren – men ökade i takt med det ökade intresset för att rödfärga hus. 1912-14 producerades över 1700 ton per år och under 1930-talet över 2000 ton per år. Därefter har rödfärgen fått konkurrens av andra produkter för fasadmålning, och under 1900-talets andra hälft har det producerats mellan 1000 och 1600 ton årligen. År 2012 producerades cirka 500 ton.

## Pigmentet
Som restprodukt vid malmbrytningen har det samlats stora högar ovan jord av bland annat kopparfattig malm och slamjord från varp. Efter mineralisering och vittring under lång tid återstår rödmull, som förutom koppar även innehåller  limonit eller järnockra, kiselsyra och zink. Rödmullen tvättas och siktas varpå den bränns för att sist malas till ett finkornigt färgämne. Det brända pigmentet innehåller: Järnoxid Fe2O3, Kiseldioxid SiO2, Kalciumaluminiumsilikat, Järnaluminiumsilikat, Magnesiumsilikat, Kaliumaluminiumsilikat, Kalciumsulfat. Vid bränningstemperaturer över 950°C omvandlas röd Fe2O3 till svart Fe3O4.
Järnockran, som i obearbetat tillstånd är gul, blir röd vid upphettning och är det ämne som ger pigmentet dess färg. Den exakta kulören på pigmentet bestäms genom hur länge och vid vilken temperatur det bränns. Ju högre temperatur och ju längre färgämnet bränns desto mörkare blir det. Pigmentet finns i två olika röda kulörer samt svart och grått.

## Slamfärgen
Av rödfärgspigmentet tillverkas slamfärg vars bindemedel består av vetemjölsklister förstärkt med 6-8% linolja. Den ljusröda kulören säljs även utan linoljetillsats. Tidigare har man även marknadsfört rent pigment och pulver för utblandning i vatten, men sedan 2012 säljs bara färdigblandad färg.

## Export
Endast en mycket liten del av rödfärgspigmentet från Falu koppargruva exporteras, eftersom det är en ändlig råvara och beräknas ta slut cirka år 2090 om man fortsätter i samma produktionstakt som under de gångna 300 åren. Export har förekommit till bland annat Ryssland, Frankrike, Tyskland, Finland, Chile och Kanada. Om råvarufrågan kan lösas kommer verket sannolikt att göra en större exportsatsning inom några år. Kanada, Baltikum och Ryssland, som har liknande natur som Sverige och mycket trähus, hör till de marknader som företaget vill satsa på.